# Mico emiliae
Lo uistitì di Emilia o uistitì di Snethlage (Mico emiliae Thomas, 1922) è un primate platirrino della famiglia dei Callitricidi.
Il nome della specie è un omaggio che Thomas fece alla naturalista tedesco-brasiliana Emilie Snethlage.
Vive nella foresta amazzonica brasiliana, in particolare negli stati di Pará e Mato Grosso.
Veniva classificata come sottospecie di Callithrix argentata (C. argentata emiliae), alla quale è molto somigliante, fatta eccezione per la colorazione più tendente al bruno: recenti analisi del DNA molecolare hanno messo tuttavia in evidenza differenze cromatiniche su larga scala ed in particolare una differenza nella traslocazione roberstoniana nei genomi delle due specie.